# 计算机科学网
计算机科学网（英語：Computer Science Network，缩写CSNET）是1981年在美国启用的计算机网络。其目的是为了扩大网络效益，因为受资金或授权的限制，学术和研究机构的计算机科学部门不能直接与ARPANET连接。它在传播全国联网的意识和实现全国联网方面发挥了重要作用，是全球互联网发展道路上的一个重要里程碑。1981年至1984年，计算机科学网的经费由国家科学基金会资助。